# Chilapa de Álvarez
Chilapa de Álvarez – miasto w Meksyku, w stanie Guerrero.